# Ialmeno
Ialmeno (in greco antico Ἰάλμενος) è un personaggio della mitologia greca, figlio di Ares e di Astioche, menzionato nell'Iliade e fratello gemello di Ascalafo.

## Mitologia
Egli fu generato da Ares dopo che egli ebbe giaciuto per una notte con la mortale Astioche nel palazzo del padre di lei, Attore.
che Omero descrive come regnanti di Aspledone e Orcomeno in Minia
Era uno dei sovrani della Minia di Orcomeno, in Beozia, al tempo della guerra di Troia ed, insieme al fratello, viene ricordato come uno dei molti pretendenti sui quali Tindaro avrebbe dovuto far ricadere la sua scelta per poter trovare un marito alla figlia Elena, la regina di Sparta, andata poi in sposa a Menelao. 

In seguito al rapimento di quest'ultima da parte di Paride partecipò alla guerra in quanto legato ad un giuramento comune tra tutti i re.